# Rosário (catolicismo)

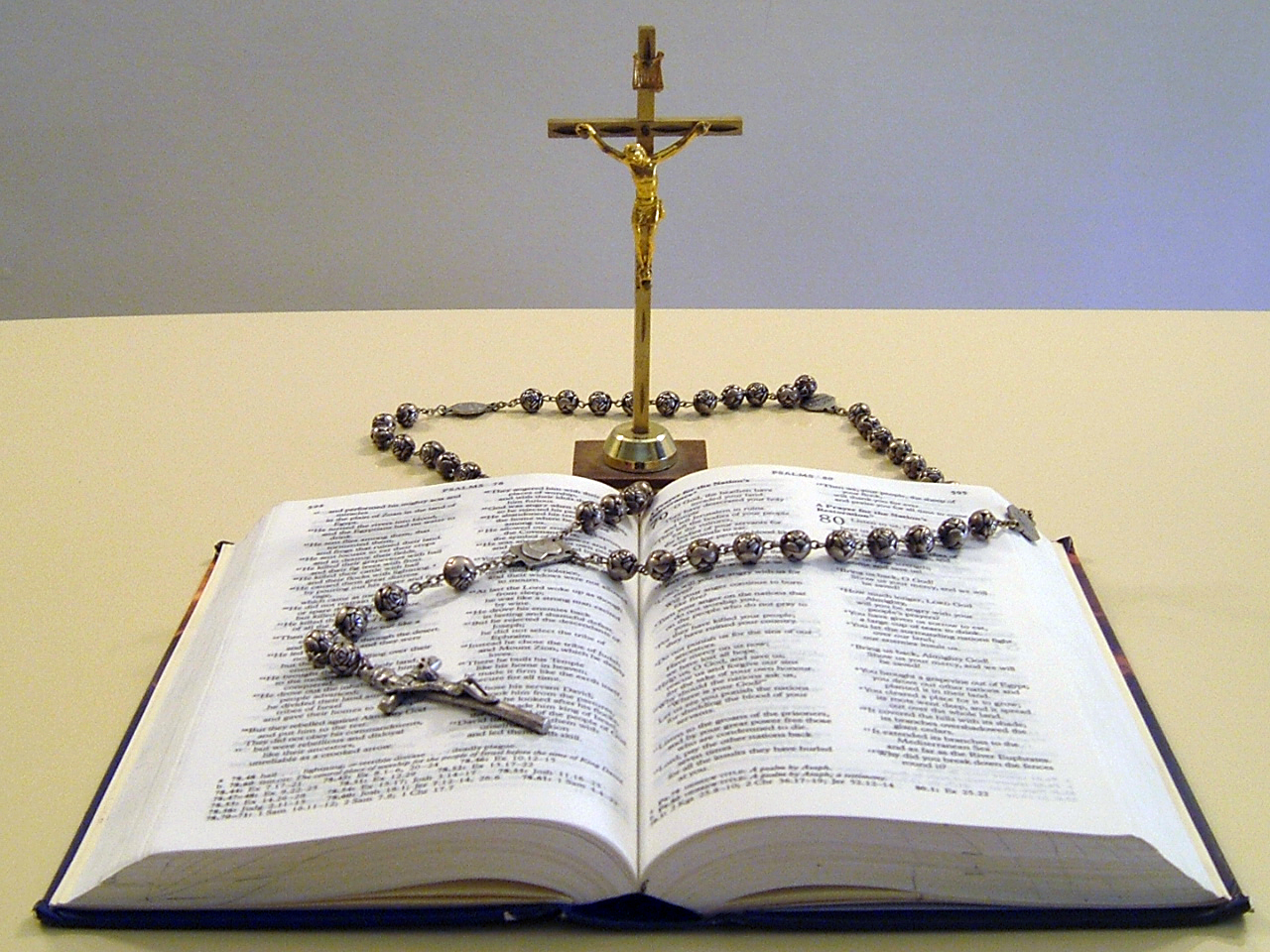
Um típico rosário católico, ladeado por uma Bíblia e por um crucifixo.

O Rosário, também chamado de Santo Rosário, é uma prática religiosa de devoção mariana muito difundida entre os católicos romanos, que o rezam tanto pública quanto individualmente. Consiste na recitação seriada de orações com o auxílio de uma corrente com contas ou nós, que recebe o mesmo nome. O Rosário também compreende a contemplação de determinadas passagens da vida de Jesus Cristo e de sua mãe, a Virgem Maria, que segundo a doutrina da Igreja Católica são de especial relevância para a história da Salvação e que recebem o nome de "Mistérios" 
O Rosário é tradicionalmente dividido em três partes iguais, com cinquenta contas cada e que, por corresponderem à terça parte, foram chamadas de Terço. Cada Terço compreende um conjunto especial de três Mistérios: os Mistérios Gozosos, os Mistérios Dolorosos e os Mistérios Gloriosos. O Papa João Paulo II, por meio da carta apostólica Rosarium Virginis Mariae, de 16 de outubro de 2002, sugeriu uma nova série de Mistérios, os chamados Mistérios Luminosos, que contemplam o ministério de Jesus, do seu batismo até a Última Ceia. Essa nova série de Mistérios disponíveis para contemplação alterou o formato do Rosário, que passou a contar com 200 Ave Marias, ou quatro Terços de 50 Ave Marias com os 4 Mistérios: Gozosos, Luminosos, Dolorosos e Gloriosos.
A oração é para a graça e conforto para si e para os outros, para a divulgação de boas ações em todo o mundo, para resolver conflitos internacionais, para conversão e crescimento espiritual. A oração, em casa ou na igreja, a qualquer hora do dia, é um tempo de paz e serenidade que distrai as preocupações de todos os dias e um momento de comunicação com a Misericórdia Divina através das mais belas orações. Qualquer um pode esperar para alcançar grandes graças: “A Igreja reconheceu sempre uma eficácia particular ao Rosário, confiando-lhe, mediante a sua recitação comunitária e a sua prática constante, as causas mais difíceis”.

## Origem

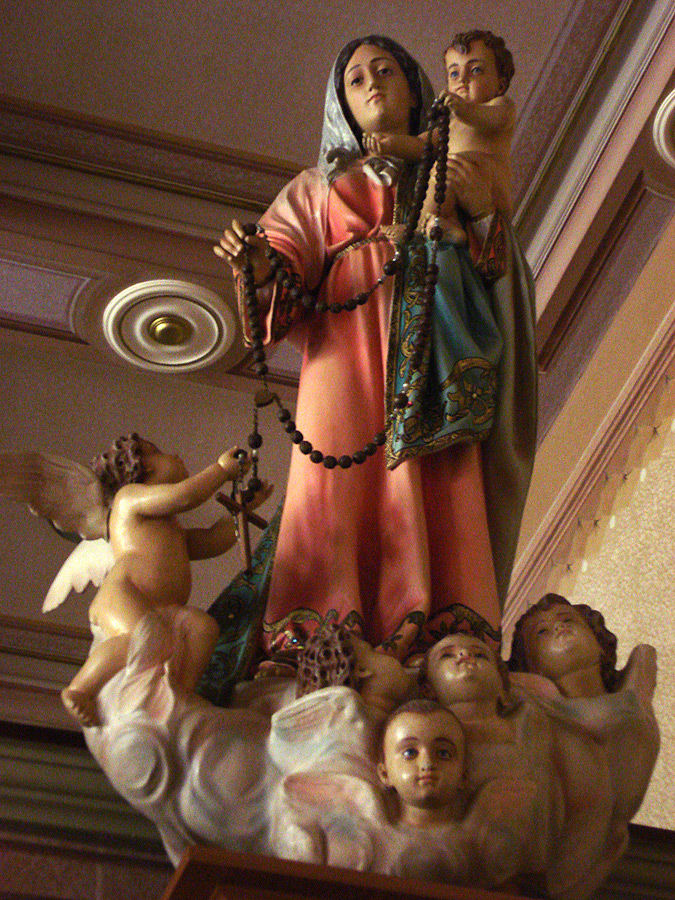
Nossa Senhora do Rosário na Capela Senhor dos Passos da Santa Casa de Misericórdia de Porto Alegre, Brasil, peça do século XIX.

A oração do Santo Rosário surge aproximadamente no ano 800 à sombra dos mosteiros e conventos, como saltério dos leigos. Dado que os monges e os frades rezavam os salmos, enquanto os leigos, que em sua maioria não sabiam ler, rezavam 150 Pai Nossos. Com o passar do tempo, formaram-se outros três saltérios com 150 Ave Marias, 150 louvores em honra a Jesus Cristo e 150 louvores em honra a Virgem Maria.
Segundo uma tradição, a Igreja Católica recebeu o Rosário em sua forma atual com 150 Ave Marias para meditar a Vida (Gozosos), Paixão (Dolorosos) e Glória (Gloriosos) de Jesus e Maria, mas ainda não havia estabelecido a divisão dos Mistérios. Em 1214, Virgem Maria apareceu a São Domingos Gusmão e o entregou como uma arma poderosa para a conversão dos hereges e outros pecadores daquele tempo. Desde então, sua devoção se propagou rapidamente em todo o mundo, acompanhada de incríveis e milagrosos episódios. Nas Aparições marianas posteriores a essa, Nossa Senhora também recomendou que os fiéis rezassem o Rosário. O simbolismo das 150 Ave Marias e dos três grupos de Mistérios (Gozosos, Gloriosos e Dolorosos) é evidente.
Vendo São Domingos que a gravidade dos pecados dos homens estava obstruindo a conversão dos albigenses, adentrou-se numa floresta perto de Tolosa onde orou incessantemente por três dias e três noites. Durante esse tempo, ele não fez nada a não ser chorar e fazer duras penitências a fim de apaziguar a ira do Poderoso Deus. Ele se utilizou de disciplina tão drástica que seu corpo ficou dilacerado e finalmente caiu em coma. Nessa hora, Nossa Senhora apareceu-lhe acompanhada de três Anjos, e lhe disse: "Querido Domingos, você sabe de que arma a Santíssima Trindade quer usar para mudar o mundo?"
São Domingos respondeu: "Oh, minha Senhora, vós sabeis bem melhor do que eu, pois, depois de vosso Filho Jesus Cristo, vós tendes sido sempre o principal instrumento de nossa salvação". Nossa Senhora respondeu-lhe: "Quero que saibas que a principal peça de combate tem sido sempre o Saltério Angélico, que é a pedra fundamental do Novo Testamento. Assim quero que alcances estas almas endurecidas e as conquiste para DEUS, com a oração do meu Saltério."
"Rezar estas cento e cinquenta saudações angélicas, disse-lhe, é uma oração muito útil, uma homenagem que me é muito agradável. E ainda melhor farão aqueles que recitarem essas saudações com a meditação da VIDA, da PAIXÃO e da GLÓRIA de Jesus Cristo, pois essa meditação é a alma de tais orações."
A palavra Rosário significa Coroa de Rosas. É uma antiga devoção católica que a Virgem Maria revelou que cada vez que se reza uma Ave Maria lhe é entregue uma rosa e por cada Rosário completo lhe é entregue uma coroa de rosas. A rosa é a rainha das flores, sendo assim o Rosário de todas as devoções é, portanto, tido como sendo a mais importante.
Em quase todas as Suas aparições, Maria Santíssima exibiu e estimulou a devoção do Rosário; numa delas chegou mesmo a oferecê-lo a uma jovem leiteira (nas aparições de Argoncilhe, no norte de Portugal).
Observação importante: em 2002, São João Paulo II sugeriu (não obrigou) e recomendou vivamente que se adicionasse mais um mistério no Santo Rosário, de forma que se contemple nessa oração outros fatos importantes da vida de Jesus, Seu Batismo no Rio Jordão, Seu primeiro milagre em Caná, Seu chamado à conversão, Sua Transfiguração e a Instituição da Eucaristia.

## Oração e Meditação
A Igreja recomenda que se reze sem prestar atenção nas palavras, mas na história de cada mistério e no seu significado na nossa vida. Essa prática é chamada de Oração Contemplativa 
A meditação de cada Mistério acha sua base na Sagrada Escritura: é opcional a leitura do trecho que narra o que será contemplado, ou a divisão de um ou mais trechos em dez pedaços, de forma que seja lido parte a parte antes de cada Ave Maria. Em sua maioria, as leituras são dos Evangelhos, mas também há trechos do Antigo Testamento que ajudam a compreender o que se passa na ocasião, ou comentários doutrinários sobre elas contidos nas Epístolas. Os dois últimos Mistérios (Assunção e Coroação) não são do Evangelho, mas profetizados: por exemplo, no Livro de Judite, uma mulher salva o povo; nos Salmos, há freqüentes elogios a uma figura feminina, presentes também no Cântico dos Cânticos; e, definitivamente, no Apocalipse, um sinal nos céus apresenta uma mulher como Rainha, que a Tradição Apostólica, desde os primeiros tempos, afirmou tratar-se de Maria.

## Os mistérios do rosário
O Rosário da Virgem Maria era originalmente composto por três séries de Mistérios que juntos somavam 150 Ave Marias para meditar a vida (Gozosos), morte (Dolorosos) e glória (Gloriosos) de Jesus Cristo. Em outubro de 2002, na carta apostólica Rosarium Virginis Mariae, o Papa João Paulo II adicionou mais um conjunto de 5 mistérios para contemplar o Ministério de Jesus (Mistérios Luminosos). O objetivo do pontífice era que o Rosário fosse cada vez mais considerado um "compêndio do Evangelho". Por terem sido adicionados depois, os Mistérios Luminosos são opcionais.
Deve ser rezado na ordem Gozosos -> Luminosos -> Dolorosos -> Gloriosos. Se o fiel optar por rezar em vez do Rosário diário o Terço, ele deve se atentar ao conjunto de Mistérios específico do dia da recitação do Rosário, são eles:

### Mistérios Gozosos
1. A Anunciação do Arcanjo São Gabriel à Nossa Senhora. Fruto do Mistério: Profunda humildade.[4] (Lucas 1,26-38)

1. A Visita da Virgem Maria à sua prima Santa Isabel. Fruto do Mistério: Caridade para com o próximo.[4] (Lucas 1,39-56)

1. O Nascimento do nosso Senhor Jesus Cristo na gruta em Belém. Fruto do Mistério: Desapego aos bens terrenos, à riqueza e um amor à pobreza.[4] (Lucas 2,1-20)

1. A apresentação de Jesus ao Templo e a purificação da Virgem Maria. Fruto do Mistério: Uma pureza de alma e de corpo.[4] (Lucas 2,22-40)

1. A perda e o reencontro do Menino Jesus no templo entre os doutores. Fruto do Mistério: A verdadeira sabedoria.[4] (Lucas 2,41-52)

### Mistérios Luminosos (opcionais)
1. O Batismo de Jesus no rio Jordão. Fruto do mistério: A graça de ser cheio do Espírito Santo. (Mateus 3,13-17)

1. O milagre nas Bodas de Caná. Fruto do mistério: Que nunca nos falte a graça de Deus em nossas famílias. (João 2,1-12)

1. Proclamação de Jesus sobre o Reino de Deus. Fruto do mistério: A graça de viver e anunciar o Evangelho. (Mateus 4,12-17)

1. A Transfiguração de Jesus. Fruto do mistério: A graça de sermos configurados à Divina Humanidade de Jesus. (Mateus 17,1-9)

1. A Instituição da Eucaristia. Fruto do mistério: A graça de termos sempre um coração adorador. (Lucas 22,7-20; João 13,1)

### Mistérios Dolorosos
1. A Agonia do Nosso Senhor Jesus Cristo no Horto das Oliveiras. Fruto do Mistério: Contrição dos pecados.[4] (Mateus 26,36-46)

1. A Flagelação de Nosso Senhor Jesus Cristo à coluna. Fruto do Mistério: Mortificação dos nossos sentidos.[4] (Marcos 15, 1-15)

1. Jesus que é coroado de espinhos. Fruto do Mistério: O Desprezo do mundo.[4] (Mateus 27,27-31)

1. O Nosso Senhor Jesus Cristo carregando a cruz até o calvário. Fruto do Mistério: Paciência nas nossas cruzes.[4] (Lucas 23,26-32)

1. A Crucificação e morte do Nosso Senhor Jesus Cristo. Fruto do Mistério: A conversão dos pecadores, a perseverança dos justos e o alívio das almas do Purgatório.[4] (Lucas 23,33-47)

### Mistérios Gloriosos
1. A Ressurreição de Nosso Senhor Jesus Cristo. Fruto do Mistério: O amor de Deus e o fervor no Vosso serviço.[4] (João 20,1-18)

1. A Ascensão de Nosso Senhor Jesus Cristo aos céus. Fruto do Mistério: Um ardente desejo do Céu, nossa futura e eterna pátria.[4] (Atos 1,4-11)

1. A Descida do Espírito Santo sobre Nossa Senhora e os apóstolos. Fruto do Mistério: A descida do Espírito Santo em nossas almas.[4] (Atos 2,1-13)

1. A Assunção da Virgem Santíssima aos céus. Fruto do Mistério: Uma terna devoção à tão boa Mãe.[4] (Salmo 45(44),10-18)

1. A Coroação de Nossa Senhora como rainha do Céu e da Terra. Fruto do Mistério: Perseverança na graça e a Coroa da Glória.[4] (Apocalipse 12,1-5)

Observação: para rezar o Rosário completo, devem ser contemplados os quatro mistérios acima, apesar dos Luminosos serem opcionais.

| Dias de oração  | Respectivos mistérios |
| --------------- | --- |
| Domingos        | Advento e Natal: Mistérios gozosos Quaresma e Domingo de Ramos: Mistérios dolorosos Tempo Comum, Páscoa ao Domingo de Cristo Rei: Mistérios gloriosos |
| Segundas-feiras | Os Mistérios gozosos |
| Terças-feiras   | Os Mistérios dolorosos |
| Quartas-feiras  | Os Mistérios gloriosos |
| Quintas-feiras  | Os Mistérios luminosos |
| Sextas-feiras   | Os Mistérios dolorosos |
| Sábados         | Os Mistérios gozosos |

## Forma de rezar o Santo Rosário de Nossa Senhora
O Terço (no sentido de objeto usado para contar as orações) é formado por contas grandes e pequenas. Após cada dezena de contas pequenas, há uma grande, e assim, cinco dezenas. O fio no qual ficam as contas dá uma volta, ficando a quinta junto à primeira dezena, preparando para iniciar um novo terço. Antes da contemplação dos Mistérios, há uma parte inicial, constituída por duas contas grandes, três pequenas e um crucifixo. Existem algumas variações nas formas de se rezar o Terço, de acordo com as devoções religiosas, mas em geral se faz da forma seguinte:

Representação de um terço do Rosário

Antes, porém, do início da oração, convém fazer a Invocação do Espírito Santo e o Oferecimento do Terço/Rosário
- Segurando a cruz, se faz o "Sinal da Cruz" e reza-se o Credo.

Reza-se um Pai Nosso e três Ave Marias, seguido do Glória. Depois do Glória podem ser acrescentadas algumas jaculatórias.
- Nas contas grandes, começam-se os Mistérios com o Pai Nosso.

- Nas contas pequenas, rezam-se as Ave Marias.

- Ao final de cada dezena reza-se o Glória. Podem-se, também, acrescentar jaculatórias entre o Glória e o Pai Nosso. Costuma-se rezar a Ó meu Jesus (a pedido de Nossa Senhora de Fátima) e pedir a intercessão do/a(s) santo/a(s), Nossa Senhora e/ou pessoa da Santíssima Trindade a que o Terço se dedica, por exemplo: Divino Espírito Santo, tende piedade de nós; Nossa Senhora Aparecida, rogai por nós; Santo Expedito, rogai por nós. Nos Terços pelas almas do Purgatório, reza-se também o Requiem.
- Por fim, reza-se a Salve Rainha, antes da qual é facultativa a Infinitas graças vos damos. Estas orações são acrescentadas de acordo com costumes e devoções locais, mas não fazem parte integrante do Rosário.

Enquanto se faz a oração vocal medita-se ou contempla-se a passagem do respectivo Mistério. Após o Terço, costuma-se rezar também a Ladainha de Nossa Senhora, que é uma seqüência de invocações à Nossa Senhora.
O Rosário ou Terço deve ser rezado reverentemente, ou seja, rezá-lo, o quanto for possível, ajoelhado, com as mãos juntas com o Rosário entre elas. Porém, se as pessoas estiverem doentes, elas podem certamente rezá-lo na cama ou se estiverem de viagem pode-se rezá-lo de pé e se uma enfermidade impede que se reze de joelhos, pode-se rezá-lo assentado ou em pé.
Ele pode até ser rezado no trabalho, se as tarefas diárias os obriga a ficar no trabalho, porque o trabalho das mãos não é de forma alguma obstáculo à oração vocal. Certamente que nossa alma, por ter suas limitações, quando estamos concentrados em um trabalho manual, não podemos dar nossa atenção total às coisas do espírito, tais como na oração. Mas quando não se pode fazer de outra maneira, este tipo de oração tem seu valor aos olhos de Nossa Senhora e ela recompensará nossa boa vontade, mais do que às ações externas.

## Benefícios de rezar o Santo Rosário

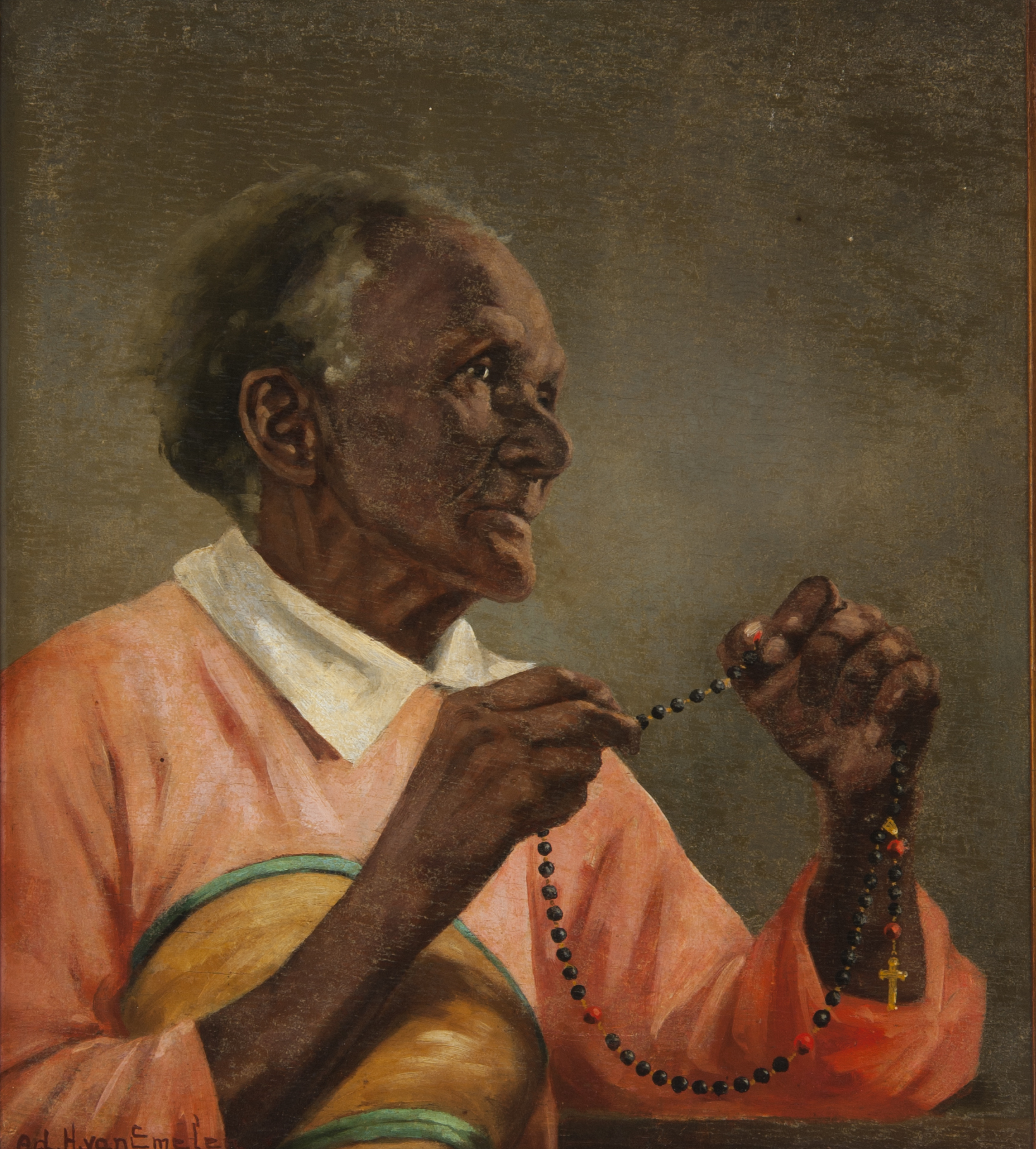
Negra Rezando com Terço, pintura de Adrien Henri Vital van Emelen.

A Igreja, segundo o novo Manual de Indulgências do Papa Paulo VI, concede uma indulgência plenária a quem reza o Terço em família, nas condições habituais (ter se confessado recentemente, ter comungado e rezado pelo Papa).
Nossa Senhora também disse ao Bem-Aventurado Alano: “Quero que saibas que, apesar de haver várias indulgências já concedidas ao meu Rosário, acrescentarei muitas mais para cada 50 Ave Marias (cada Terço) para aqueles que as rezarem "devotamente, de joelhos, estando, é claro, livres do pecado mortal". E todo aquele que perseverar na devoção do Santo Rosário, rezando estas orações e meditações, será recompensado por isso; eu lhe obterei completa remissão da pena e da culpa de todos os seus pecados no fim de sua vida. Não sejais descrentes, pensando ser isto impossível. É fácil para mim, pois sou a Mãe do Rei do Céus, e Ele chama-Me 'cheia de graças'. E, sendo 'cheia de graças', posso dispensá-las ao meus filhos.”.
O Abade Blósio disse: “O Rosário rezado, junto com a meditação da vida e Paixão de Jesus Cristo, é certamente muito agradável a Nosso Senhor e Sua Santíssima Mãe, além de ser um meio bem sucedido de se alcançar graças por nós mesmos, bem como pelos outros a quem desejamos orar e por toda a Igreja. Voltemo-nos, então, para o Rosário em todas as nossas necessidades, e infalivelmente obteremos as graças que pedimos a DEUS para salvar nossas almas.”
O Papa Leão X disse em sua Bula que sua Confraria foi fundada em honra a Deus à Santíssima Virgem, como parede, a fim de combater os demônios que estavam para destruir a Igreja.
O Papa Gregório XIII disse que o Rosário nos foi dado do Céu como meio de aplacar a ira de Deus e de implorar a intercessão de Nossa Senhora.
O Papa Júlio III afirma que o Rosário foi inspirado por Deus a fim que o Céu fosse mais facilmente aberto a nós através dos favores de Nossa Senhora.
O Papa Paulo III e São Pio V declaram que o Rosário foi dado aos fiéis a fim de que eles possam ter paz espiritual e consolação mais facilmente. Com certeza todos irão querer se inscrever numa confraria que foi fundada por tão nobres propósitos.

## Erros comuns
São Luís Maria Grignion de Montfort expõe os dois erros mais comuns dos que rezam o Santo Rosário ou parte dele:
O primeiro erro é não formular nenhuma intenção (alguns acreditam ser necessário estar em estado de Graça para formular intenção para outros), embora não haja consenso; muitos rezam de sorte que se lhes perguntarem porque estão rezando, não saberiam responder. Tende, pois, sempre em vista, ao rezar o Rosário, alguma graça a pedir, alguma virtude a imitar ou algum pecado a evitar.
O segundo erro que se comete frequentemente é não ter em vista, ao começar o Rosário, outra coisa senão acabá-lo o quanto antes.
São Luís diz que "É uma pena ver como a maior parte das pessoas rezam o Rosário. Rezam-no com uma precipitação espantosa, devoram até a maior parte das palavras. Não se cumprimentaria desse modo ridículo ao último dos homens, e no entanto se imagina que Jesus e Maria se sentem honrados com isso!…"

## Festividade e comemoração civil
O dia 7 de outubro é dedicado à Virgem do Rosário. "O Rosário — diz Bento XVI — é o meio que nos dá a Virgem para contemplar a Jesus e, meditando a Sua vida, amá-Lo e segui-Lo sempre fielmente".
No Brasil, o dia 8 de setembro foi definido por um projeto de lei como o Dia do Terço dos Homens, movimento mariano masculino que consiste na reza semanal do terço por grupos locais de homens. O projeto já foi aprovado na Câmara dos Deputados.

## Documentos pontifícios
Em todos os tempos os Papas aconselharam a prática da devoção do Santo Rosário. Eis alguns documentos publicados pelos Papas sobre o Rosário:
- Rosarium Virginis Mariae (16 de outubro de 2002): Carta Apostólica de João Paulo II.

- Marialis Cultus (2 de fevereiro de 1974): Exortação Apostólica de Paulo VI.

- Christi Matri (15 de setembro de 1966): Carta Encíclica de Paulo VI.

- Grata Recordatio (26 de setembro de 1959): Carta Encíclica de João XXIII.

- Ingruentium Malorum (15 de setembro de 1951): Carta Encíclica de Pio XII.

- Magnae Dei Matris (8 de Setembro de 1892): Carta Encíclica de Leão XIII.

- Superiore Anno (30 de agosto de 1884): Carta Encíclica de Leão XIII.

- Supremi Apostolatus Officio (1 de setembro de 1883): Carta Encíclica de Leão XIII